# Megacranaus pygoplus
Megacranaus pygoplus is een hooiwagen uit de familie Cranaidae.